# Compression
Compression è il primo album da solista del bassista statunitense Billy Sheehan, che ha scritto tutte le canzoni dell'album, oltre che aver suonato tutti gli strumenti, salvo le tracce #1, #2 (con ospite Terry Bozzio alla batteria) e #5 (con ospite Steve Vai alla chitarra).
L'edizione giapponese dell'album contiene la traccia bonus Wear Away the Stone.

## Tracce
Testi e musiche di Billy Sheehan.
1. Bleed Along the Way – 3:55
2. Oblivion – 4:29
3. Something's Gotta Give – 4:23
4. What Once Was... – 4:09
5. Chameleon – 4:06
6. Perfect Groove – 5:37
7. One Good Reason – 3:02
8. Three Days Blind – 4:22
9. Caroline – 4:48
10. All Mixed Up – 4:06
11. Feed Your Head – 4:30

## Formazione
- Billy Sheehan – voce, tutti gli strumenti e campionamento

### Ospiti
- Steve Vai – chitarra in Chameleon
- Terry Bozzio – batteria in Bleed Along the Way e Oblivion